# 다림추

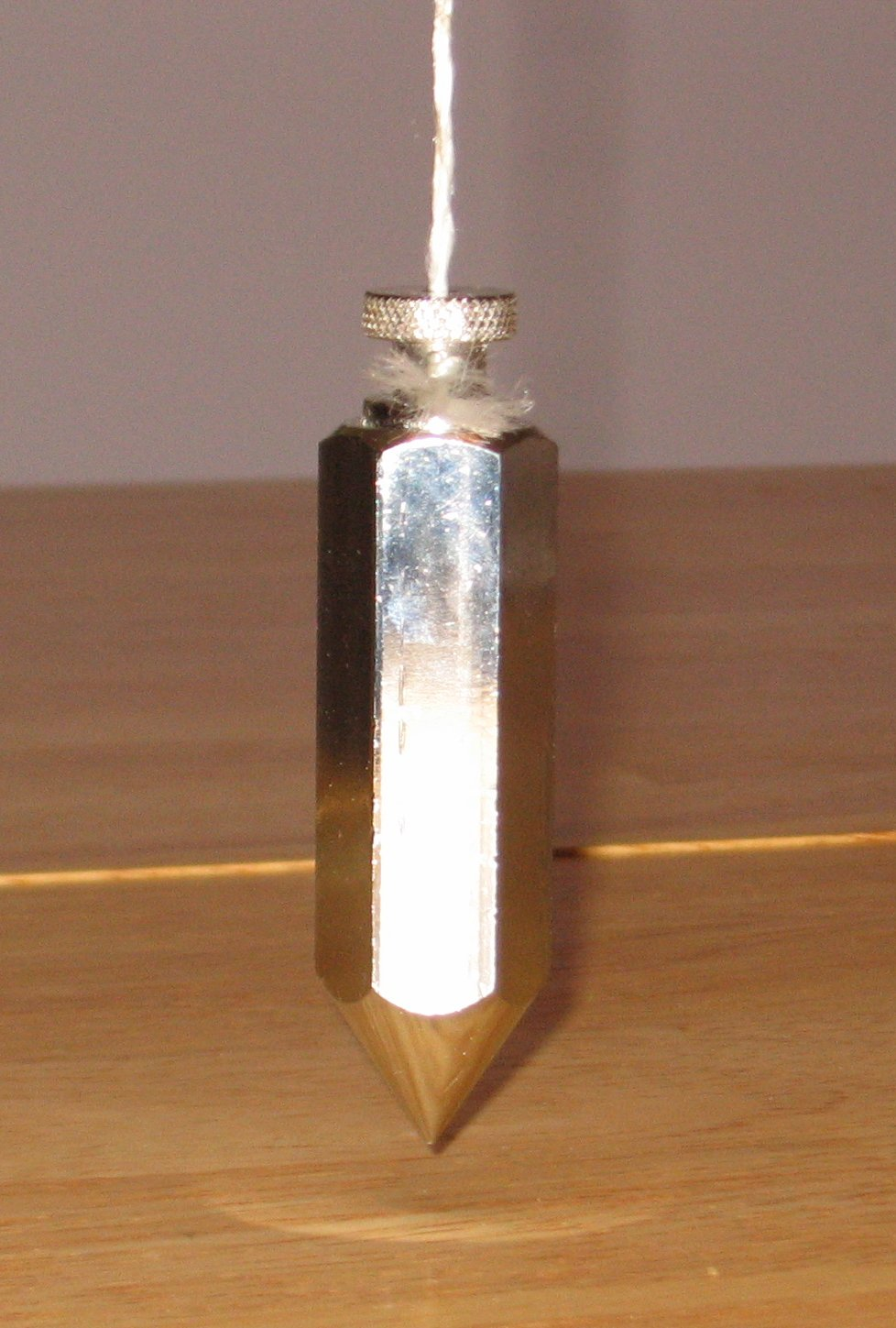
다림추

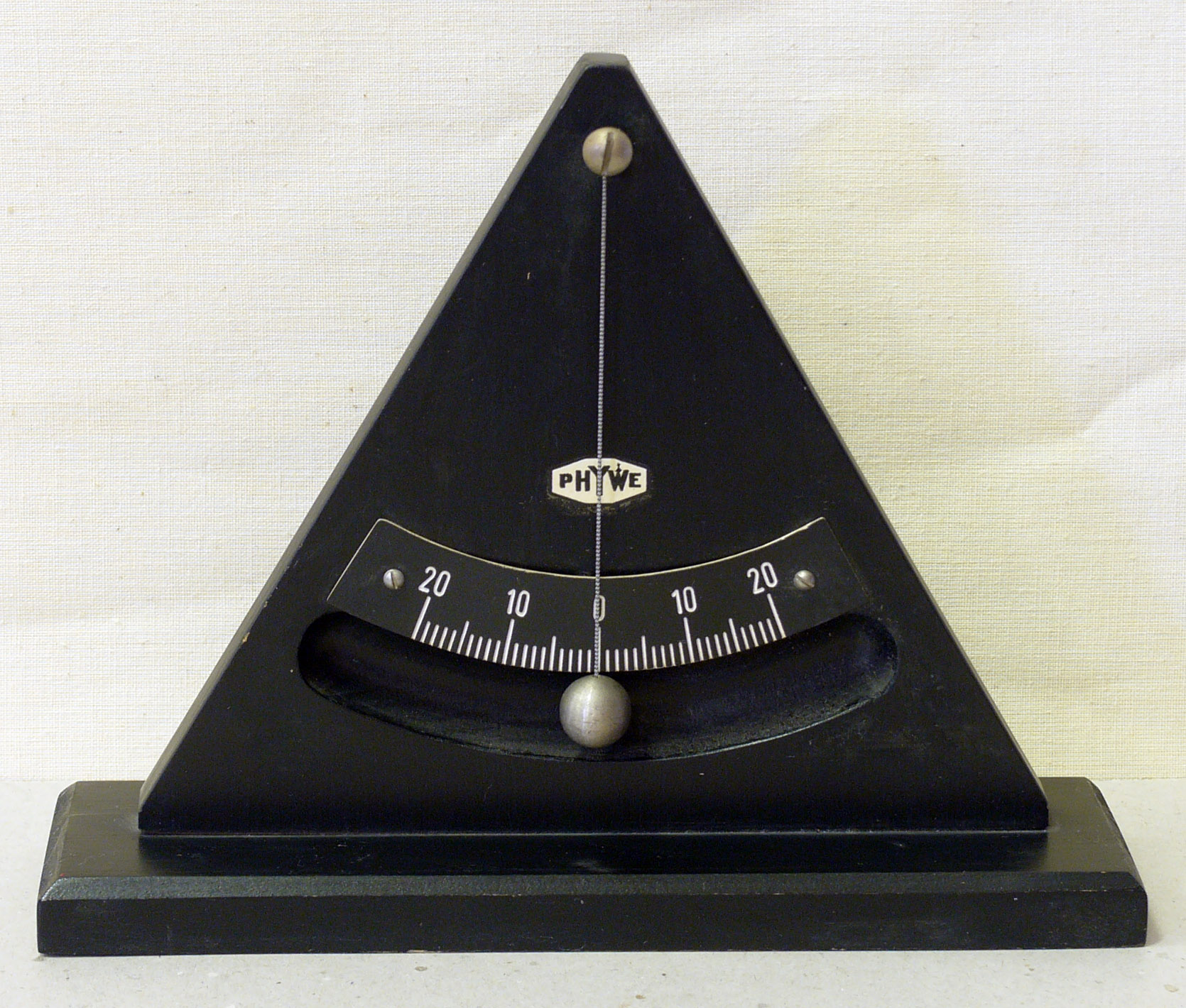
경사계에 쓰인 다림추

다림추(영어: plumb bob)는 수직인지를 살피기 위해서 실 등을 매어 늘어뜨리는 추이다. 이때 이 늘어뜨린 줄을 다림줄이라고 한다.

## 같이 보기
- 수직